# 陳池養
陈池养（1788年—1859年），字子龙，又字春溟，福建莆田人。

## 生平
嘉庆十四年（1809年）进士，历任直隸武邑、隆平、平乡、元氏、河间等县知县。道光元年（1821年）辭官归里，家居近四十年，道光七年（1827年），重修石堤，改稱鎮海堤。编撰《莆阳水利志》八卷、《慎余书屋诗文集》。